# Emilio Martínez Garrido

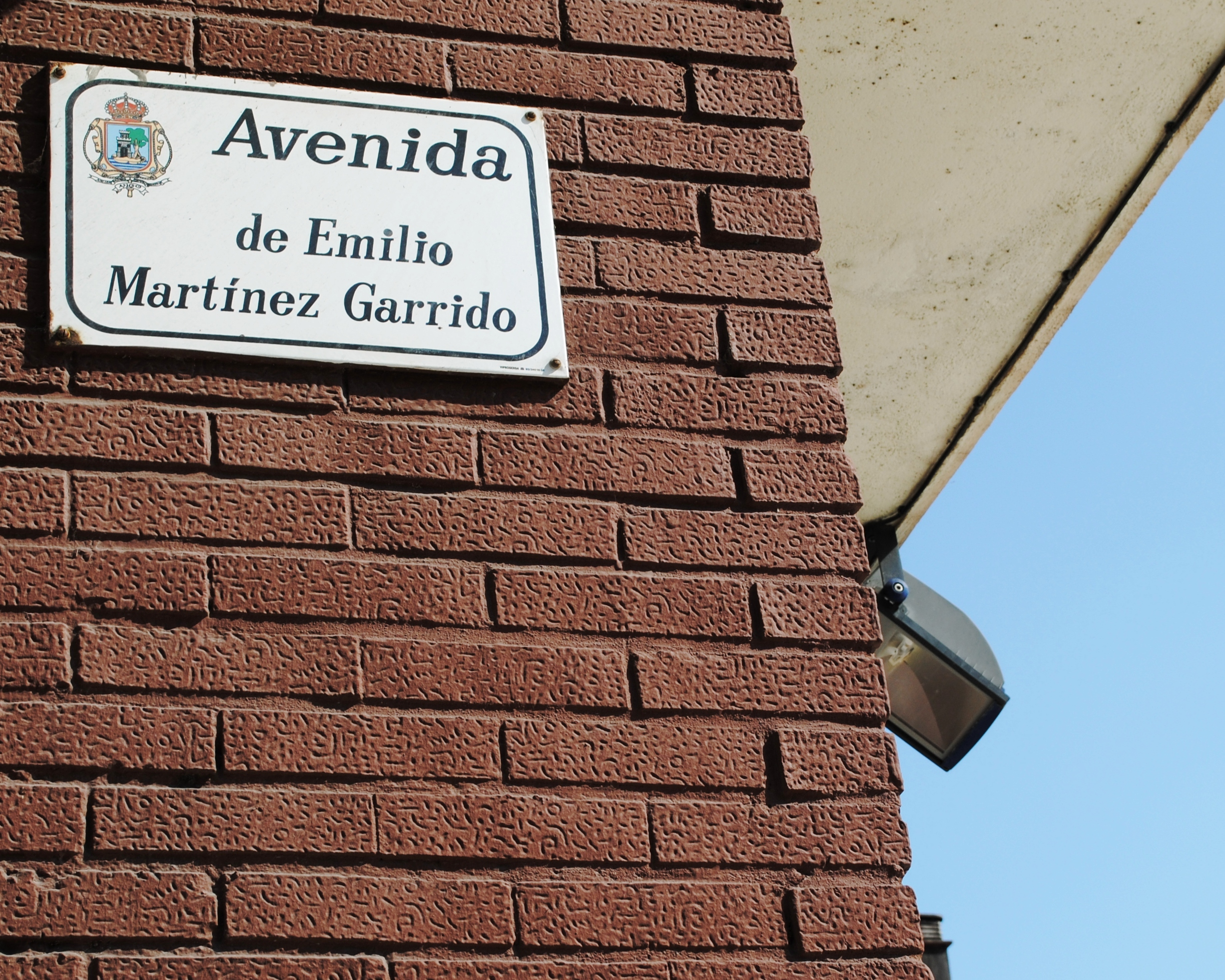
Avenida del alcalde Emilio Martínez Garrido, en Vigo.

Emilio Martínez Garrido, nacido en Lavadores (Vigo) el 17 de diciembre de 1886 y fusilado el 27 de agosto de 1936. Fue un industrial y político socialista de Galicia (España). Desarrolló su actividad empresarial y política en Vigo, de donde fue alcalde hasta su destitución y posterior ejecución tras el inicio de la guerra civil española.
En julio de 1936 empezó la guerra civil española. El 19 de julio, en Vigo se formó un Comité del Frente Popular con la participación de concejales, el alcalde y diputados, cuando el gobierno republicano llamó a la formación de comités permanentes para hacer frente a la crisis.
Reunidos en el Ayuntamiento de Vigo, el Comité intentó mantener la tranquilidad en la ciudad. Cuando el oficial al mando de la Guardia de Asalto ofreció sus hombres para defender el ayuntamiento y armar voluntarios, el alcalde se negó, aduciendo que el comandante de la guarnición militar había dado su palabra de lealtad. Cuando los responsables de la Confederación Nacional del Trabajo en la ciudad (importante núcleo obrero) se ofrecieron al Comité para defender la ciudad ante el golpe inminente y pidieron armas, el alcalde se negó dado que confiaba en la palabra del comandante de la guarnición.
Al día siguiente, 20 de julio, oficiales de la guarnición se sublevaron y en la Puerta del Sol de Vigo dispararon contra la multitud que se manifestaba a favor de la República. El comité del Frente Popular, con Martínez Garrido al frente, fue detenido. Tras ser condenado a muerte en un consejo de guerra sumarísimo por el delito de traición, el 20 de agosto, fue fusilado en el Cementerio de Pereiró (Vigo) con los otros miembros del Comité del Frente Popular en Vigo, el alcalde de Lavadores José Antela Conde, y los diputados socialistas Antonio Bilbatúa, Enrique Heraclio Botana Pérez e Ignacio Seoane Fernández el 27 de agosto de 1936.